# Кромвель, Томас
Томас Кро́мвель (англ. Thomas Cromwell; приблизительно 1485 — 28 июля 1540) — английский государственный деятель, первый советник Генриха VIII в 1532—1540 годах, главный идеолог Английской Реформации, один из основоположников англиканства. Благодаря закрытию монастырей и частичному присвоению их собственности стал самым богатым на тот момент человеком в Англии, получил титул графа Эссекса. Был обвинён в измене и казнён. Стал главным героем исторических романов Хилари Мэнтел «Вулфхолл», «Введите обвиняемых» и «Зеркало и свет», а также серии романов Си Джея Сэнсома «Шардлейк» (2003—2018).

## Биография

### Происхождение
Дед Томаса Кромвеля был кузнецом, не позже 1461 года переехавшим из Ноттингемшира в Уимблдон. Отец Томаса — Уолтер Кромвель был трактирщиком и владельцем пивоварни. Существуют свидетельства, что он не только обладал буйным нравом, но и обвинялся в мошенничестве. Мать Томаса, Кэтрин, жила в Путни в доме местного адвоката, Джона Уэлбека, на момент вступления в брак с Уолтером Кромвелем в 1474 году. У Кромвеля было две сестры, старшая сестра Томаса Кромвеля — Кэтрин вышла замуж за Моргана Уильямса, юриста в Уэльсе. Сын Кэтрин и Моргана, Ричард, работал на службе у дяди и сменил фамилию на Кромвель. Ричард был прадедом лорда-протектора Оливера Кромвеля.

### Юность
Мало известно о ранних годах жизни Томаса Кромвеля. Считается, что он родился в верхней части Путни-Хилл (сейчас это часть Лондона). Это было известное прибежище разбойников, и лишь немногие смельчаки отваживались проезжать через него ночью.
Кромвель однажды заявил архиепископу Кентерберийскому Томасу Кранмеру, что он был «головорезом…в молодые годы» (that he had been a «ruffian … in his young days»). В юности он оставил семью в Путни и отправился на континент. Рассказы о его деятельности во Франции, Италии и Нидерландах отрывочны и противоречивы. Утверждается, что сначала он стал наёмником и участвовал в походе французской армии в Италии, где 29 декабря 1503 года сражался в битве при Гарильяно. Вскоре из французской армии он дезертировал, поселившись во Флоренции. Здесь стал служащим в банкирском доме Фрискабальди, быстро выдвинулся, курировал финансовые отношения банка со Святым Престолом. По этой причине несколько раз посещал Рим. Интересовался политической жизнью Флоренции. В Италии Томас Кромвель знакомится с трудами Никколо Макиавелли. Впоследствии он часто будет следовать рекомендациям автора «Государя».

### Карьера
Томас Кромвель создал сеть важных контактов, посредством посещения ведущих торговых центров в Нидерландах, где проживал в среде английских купцов. Позже он перебирается в Кале, тогда принадлежавшем Англии. Впоследствии Кромвель вернулся в Италию. Записи указывают на то, что он оставался в Риме в июне 1514 года, хотя документы в Ватиканских архивах предполагают, что он был агентом архиепископа Йоркского, кардинала Кристофера Бейнбриджа и прорабатывал английские церковные вопросы перед Трибуналом Священной Римской Роты. На некоторое время Кромвель вернулся в Англию и обосновался в Лондоне, где около 1515 года он женился на Элизабет Уайкис (1489—1527). Она была вдовой королевского стражника Томаса Уильямса. Кромвель дважды (в 1517 и 1518 годах) возглавлял посольства в Рим, чтобы получить от папы Льва X буллу об индульгенциях для города Бостон в Линкольншире.
К 1520 году Кромвель прочно обосновался в коммерческих и юридических кругах Лондона, торгуя шерстью и тканями, а потом стал адвокатом. Вскоре он — один из самых знаменитых адвокатов Англии. В 1523 году он — депутат Палаты общин, который не боится критиковать возросшие финансовые аппетиты короля.
В 1524 году Кромвель поступил на службу к кардиналу Томасу Уолси — лорда-канцлера короля Генриха VIII — и стал его секретарём и управляющим кардинальскими имениями. В середине 1520-х годов Кромвель помогал в ликвидации почти тридцати малых монастырей, чтобы собрать средства для Уолси на основание Крайст-Чёрч в Оксфорде (1529). В 1526 году Уолси назначил Кромвеля членом своего совета; к 1529 году Кромвель был одним из самых старых и доверенных советников Уолси. Однако к концу октября того года Уолси попал в опалу. Есть сведения, что опалу и смерть Уолси Кромвель пережил тяжело.
Однако усилия Кромвеля преодолеть тень над его карьерой из-за падения Уолси оказались успешными. К ноябрю 1529 года он обеспечил себе место в парламенте как депутат от Тонтона. В 1530 году король назначил его в Тайный совет.

### Канцлер и госсекретарь
С 1527 года Генрих VIII стремился аннулировать свой брак с королевой Екатериной, чтобы иметь возможность жениться на Анне Болейн. В центре кампании обеспечения развода было развивающееся учение о главенстве короля в церкви (супрематии).
К осени 1531 года Кромвель взял под контроль руководство правовыми и парламентскими делами короля, работая в тесном сотрудничестве с Томасом Одли, присоединился к внутреннему кругу Совета. К следующей весне он начал оказывать влияние на выборы в Палату общин. В частной жизни он был скромным человеком, не терпящим лести.
Третья сессия того, что сейчас известно как Парламент Реформации, была запланирована на октябрь 1531 года, но была отложена до 15 января 1532 года из-за нерешительности правительства. Кромвель тогда высказался за утверждение превосходства короля, и манипулировал Палатой общин с помощью возрождения антицерковного недовольства, выраженного в начале сессии 1529 года. 18 марта 1532 Палата общин высказала мольбу к королю, осуждая злоупотребления духовенства и власть церковных судов и описав Генриха как «единственного главу, государя, покровителя и защитника» церкви. Духовенство сначала сопротивлялось, но капитулировало перед угрозой парламентских репрессий. 14 мая 1532 года был назначен перерыв в работе парламента. Два дня спустя сэр Томас Мор подал в отставку с поста лорда-канцлера, понимая, что битва по спасению брака проиграна. Отставка Мора из Совета являлась победой Кромвеля и прореформаторской фракции при дворе.
В благодарность король передал Кромвелю поместье Ромни в Ньюпорте в Уэльсе и назначил на три относительно мелкие должности: хранителя королевских ценностей 14 апреля 1532 года, секретаря отделения канцлерского суда (куда уплачивались пошлины за регистрацию и оформление документов) 16 июля, и канцлера казначейства 12 апреля 1533 года. Ни одно из этих ведомств не приносило большой доход, но подарки были признаком королевской благосклонности и давали Кромвелю посты в трёх основных правительственных учреждениях: королевском дворе, канцелярском суде и казначействе.
В январе 1533 брак Генриха VIII с беременной Анной Болейн не мог больше откладываться. Бракосочетание состоялось на тайной церемонии 25 января 1533 года. Парламент был немедленно созван для принятия необходимого законодательства. 26 января 1533 года Одли был назначен лордом-канцлером, и Кромвель увеличил свой контроль над Палатой общин через управление выборами. Парламентская сессия началась 4 февраля, и Кромвель представил новый законопроект, ограничивающий право подавать апелляцию в Рим. 30 марта Кранмер был рукоположен в сан архиепископа Кентерберийского, и Собор духовенства епархий Кентербери и Йорка немедленно объявил брак короля и Екатерины незаконным. В первую неделю апреля 1533 года парламент принял Акт об ограничении апелляций, убедившись, чтобы приговор в отношении королевского брака не мог быть оспорен в Риме. 11 апреля архиепископ Кранмер послал королю для вида оспаривание обоснованности его брака с королевой Екатериной. Формальный судебный процесс начался 10 мая 1533 года, а 23 мая архиепископ вынес приговор, признав брак незаконным. Пять дней спустя он объявил брак короля с Анной правомерным, и 1 июня она была коронована.
В декабре король разрешил Кромвелю дискредитировать папство, и Папа был атакован по всей стране в проповедях и брошюрах. В 1534 году был созван новый Парламент, контролируемый Кромвелем, чтобы ввести в действие законодательство, необходимое для формального разрыва оставшихся связей Англии с Римом. Приговор архиепископа Кранмера вступил в силу в установленной форме, как Акт о престолонаследии, Акт об освобождении, подтвердивший превосходство короля, и Акт о подчинении духовенства. 30 марта 1534 года Одли дал королевскую санкцию одобрения законодательства в присутствии короля.
В апреле 1534 года Генрих назначил Кромвеля государственным секретарём и главным министром, должность, которую тот уже занимал во всем, кроме названия в течение некоторого времени. Кромвель сразу же предпринял шаги для обеспечения соблюдения законодательства, только что прошедшего через парламент. Перед тем, как члены обеих палат вернулись домой 30 марта, они должны были принести клятву о признании Акта о престолонаследии, и все королевские подданные теперь были обязаны присягнуть в признании законности брака и, как следствие, принятии новой власти короля и разрыва с Римом. 13 апреля лондонское духовенство принесло присягу. В тот же день члены комиссии приказали поклясться сэру Томасу Мору и Джону Фишеру, епископу Рочестерскому, которые отказались. Мор был взят под стражу в тот же день и помещен в Тауэр 17 апреля. Фишер присоединился к нему четыре дня спустя. 18 апреля был издан приказ, по которому все граждане Лондона были должны поклясться. Аналогичные приказы были по всей стране. После нового созыва парламента в ноябре Кромвель внес закон о наиболее существенном пересмотре государственной измены с 1352 года, что делало изменой мятежные слова против королевской семьи, чтобы лишить их титулов, или назвать короля еретиком, тираном, атеистом или узурпатором. Акт о супрематии также уточнил позиции короля как главы церкви, а Акт об уплате первых плодов и десятины значительно увеличил церковные налоги. Кромвель также укрепил свой контроль над церковью. 21 января 1535 года король назначил его королевским наместником или генеральным викарием по церковным делам и поручил ему организовать ревизии храмов, монастырей и духовенства по всей стране. В этом качестве Кромвель провёл перепись населения в 1535 году, чтобы дать возможность правительству более эффективно обложить налогом церковную собственность. Фактически Кромвель был идеологом английской Реформации и одним из создателей Англиканской церкви. По вопросам вероучения он пользовался советами архиепископа Томаса Кранмера. Суровость, с которой Кромвель осуществлял секуляризацию церковного имущества, дала ему кличку «молота монахов».
Заключительное заседание Парламента Реформации началось 4 февраля 1536 года. К 18 марта Акт о закрытии малых монастырей, валовой доход которых был менее 200 фунтов стерлингов в год, прошёл через обе палаты. Это вызвало столкновение с Анной Болейн, которая хотела, чтобы выручка от роспуска была использована на благотворительные цели, а не в казне. Анна наставляла своих капелланов проповедовать против королевского наместника, и 2 апреля 1536 её раздающий милостыню, Джон Скип, обвинил Кромвеля перед всем двором врагом королевы. Анне до сих пор не удалось произвести наследника мужского пола. Кромвелю было известно о растущем нетерпении короля и о его влюбленности в молодую Джейн Сеймур, поэтому он выступил с беспощадной решительностью, обвинив Анну в прелюбодеянии с несколькими придворными, в том числе и с её собственным братом, виконтом Рочфордом. Королева и её брат предстали перед судом в понедельник, 15 мая, в то время как четыре других обвиняемых были заранее осуждены в пятницу. Мужчины были казнены 17 мая, и в тот же день Кранмер провозгласил брак Генриха с Анной недействительным, объявив незаконнорождённой их дочь, принцессу Елизавету. Два дня спустя Анна была казнена. 30 мая король женился на Джейн Сеймур. 8 июня в новом парламенте прошел второй Акт о престолонаследии, обеспечив права наследников трона от королевы Джейн.
Позиции Кромвеля были теперь сильнее, чем когда-либо. Он сменил отца Анны Болейн, Томаса Болейна, в качестве лорда-хранителя Малой печати 2 июля 1536, оставив пост хранителя судебных архивов, который он занимал с 8 октября 1534 года. 8 июля 1536 года он был повышен до звания пэра, как барон Кромвель из Уимблдона.
В июле 1536 года была предпринята первая попытка прояснить религиозную доктрину после разрыва с Римом. Епископ Эдвард Фокс с сильной поддержкой от Кромвеля и Кранмера представил предложения в Собрание, которые позднее король одобрил в качестве десяти статей, напечатанных в августе. Кромвель разослал предписания для их исполнения, которые выходили за рамки статей, провоцируя сопротивление в сентябре и октябре в Линкольншире и затем повсюду в шести северных графствах. Это восстание католиков, которое нашло поддержку среди мелкопоместного дворянства и даже знати, известно как Благодатное паломничество. Наиболее значимой причиной возмущения повстанцев было закрытие монастырей, в котором обвинили «злых советников» короля, в основном Кромвеля и Кранмера. Однако бунт удалось подавить. Один из руководителей восстания, Томас Дарси, перед казнью дал Кромвелю пророческое предупреждение — «другие, которые были в подобной милости у короля, которой вы теперь наслаждаетесь, пришли к той же участи, которую вы принесли мне».
В 1539 году, чтобы завязать отношения с протестантами Германии, Кромвель убедил короля жениться на Анне Клевской — сестре герцога фон Юлих-Клеве-Берг. В это время Англии грозила интервенция со стороны Франции и Испании, и такой союз был умным ходом. Но невеста не понравилась Генриху VIII, да и угроза войны с Францией и Испанией миновала. Два этих обстоятельства позволили вождям католической партии при дворе — Томасу Говарду, герцогу Норфолку и епископу Стивену Гардинеру убедить подозрительного короля в неблагонадежности Кромвеля. Однако в апреле 1540 года Генрих VIII пожаловал своему министру титул графа Эссекса, которого тот добивался несколько лет.

### Арест и казнь
В субботу 10 июня 1540 года в три часа дня Кромвель был арестован во время заседания Тайного Совета по обвинению в государственной измене и ереси. Члены Совета с кулаками набросились на безоружного министра, герцог Норфолк и епископ Гардинер срывали с него ордена, пожалованные за службу Англии. В отчаянии он сорвал с головы шапку и крикнул: «Я — изменник? Скажите по совести, я — изменник? Я всегда верно служил его величеству! Но если так обращаются со мной, я отказываюсь от надежды на пощаду. Я только прошу короля, чтобы мне недолго томиться в тюрьме».
В Тауэре Кромвель провел около полутора месяцев. В разорванной одежде, со следами побоев на лице его доставили туда на барке через Ворота Изменников. Начались бесконечные допросы. Причём, ответы арестованного никого не интересовали. Следователи исполняли волю короля — ещё недавно всесильный министр должен быть казнён. Чтобы заставить Кромвеля оговорить себя, прибегли даже к пыткам. Но Кромвель не признал себя виновным.
В это время архиепископ Кранмер безрезультатно пытался добиться от короля милосердия. Однако Генрих VIII только согласился заменить квалифицированную казнь отсечением головы. 28 июля 1540 года Томас Кромвель поднялся на эшафот на Тауэрском холме. Он исповедался и помолился, назвав себя «вечным странником в этом мире», но, обращаясь к народу, не стал заявлять о своей невиновности. Таким образом он пытался сохранить положение при дворе своего единственного сына — Грегори Кромвеля. Смерть Кромвеля не была лёгкой. По словам хрониста Эдварда Холла, «он мужественно выдержал удар презренного палача, который не по-божески исполнил свою работу». Количество ударов топора не упоминается.

### Личная жизнь

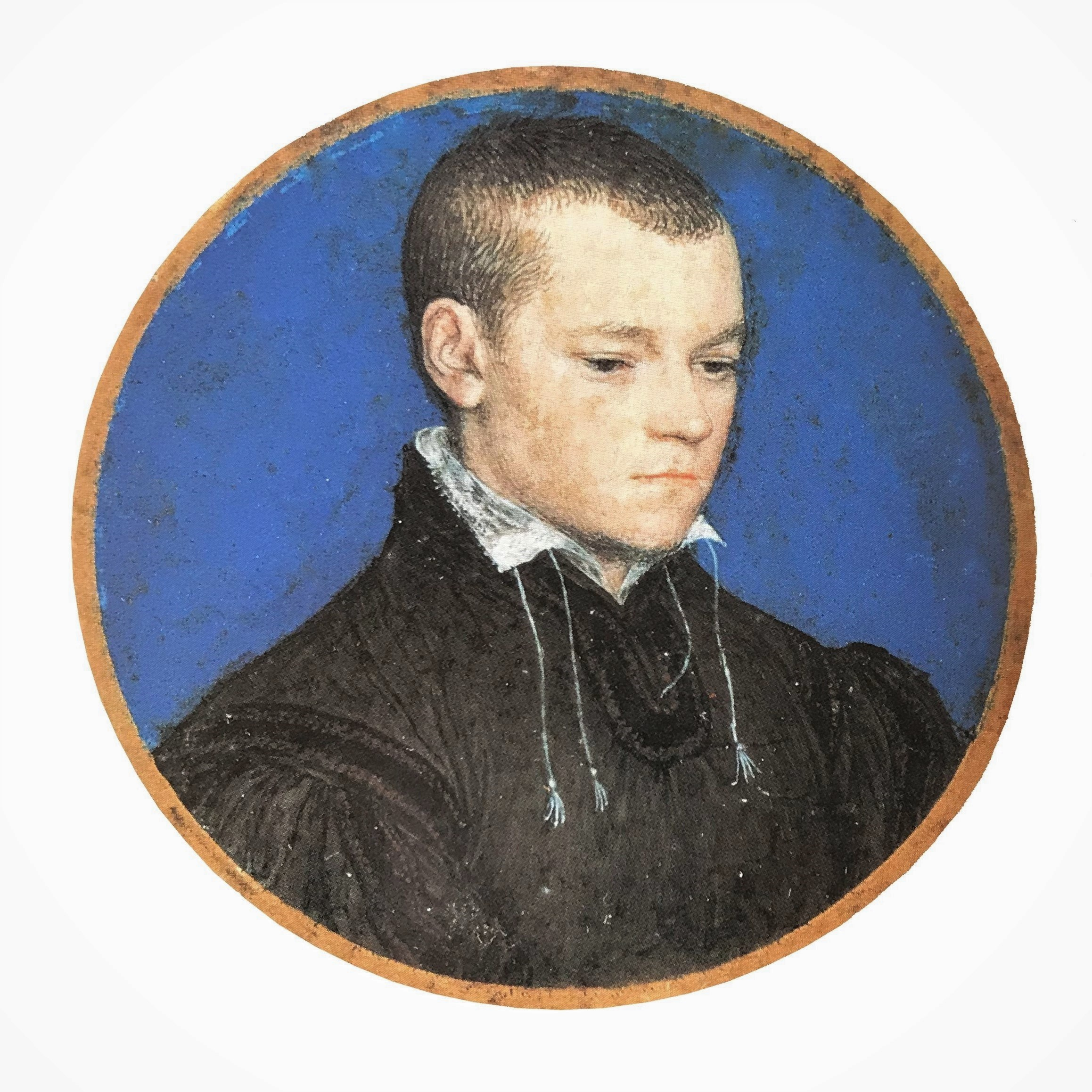
Портрет молодого человека, возможно, Грегори Кромвель (ок. 1520—1551), Ганс Гольбейн Младший

Томас Кромвель был женат на Элизабет Уайкис, от которой у него было трое детей: Грегори, Анна и Грейс. После смерти жены от «английского пота» в 1528 году, Кромвель никогда более не женился. Он был очень привязан к сыну и благоволил к племяннику Ричарду, сыну его старшей сестры и прадеду Оливера Кромвеля, которого официально усыновил. При дворе ходили слухи, что Томас Кромвель хочет жениться на принцессе Марии — старшей дочери Генриха VIII. Он действительно оказывал ей поддержку, хотя Мария была рьяной католичкой. Впрочем, она отказала Кромвелю в дружбе на религиозных основаниях.
Кромвеля, получившего образование в Италии и во время скитаний по Европе значительно расширившего свой кругозор, называли «заступником женщин». Он защитил от деспотизма мужа герцогиню Норфолк, в результате у герцога Норфолка были не только политические, но и личные причины не любить министра.
Кромвель охотно покровительствовал людям искусства. В его доме долгое время жил знаменитый живописец Ганс Гольбейн Младший, а поэт и дипломат Томас Уайетт был его другом.

## Итоги
Томас Кромвель был противоречивой личностью. Одни называют его «идеальным государственным деятелем тюдоровской Англии», другие — «самым коррумпированным канцлером». Умный, хитрый, смелый, практичный, легко сплетающий и распутывающий самые сложные интриги, он мог быть также бескорыстным и великодушным. Кромвель был одной из самых ярких личностей эпохи английского Ренессанса, который опередил своё время.

## Образ в культуре

### Кинематограф
- Франклин Дайалл в фильме «Частная жизнь Генриха VIII» (1933)
- Лео Маккерн в фильме «Человек на все времена» (1966)
- Джон Коликос в фильме «Тысяча дней Анны» (1969)
- Дональд Плезенс «Генрих VIII и его шесть жён» (1972)
- Дэнни Уэбб в мини-сериале «Генрих VIII» (2003)
- Рон Кук в фильме «Ещё одна из рода Болейн» (2003)
- Иэн Митчелл в фильме «Ещё одна из рода Болейн» (2008)
- Джеймс Фрейн в телесериале «Тюдоры» (2007—2010)
- Марк Райлэнс в мини-сериале «Волчий зал» (2015)[15]
- Ферран Ауди в телесериале «Карлос, король и император» (2015—2016)
- Тоби Осмонд в мини-сериале «Шесть королев Генриха VIII» (2016)[16]
- Берри Уорд в мини-сериале «Анна Болейн» (2021)